# Офланс
Офланс (фр. Auflance) насеље је и општина у североисточној Француској у региону Шампањ-Арден, у департману Ардени која припада префектури Седан.
По подацима из 2011. године у општини је живело 83 становника, а густина насељености је износила 13,47 становника/km². Општина се простире на површини од 6,16 km². Налази се на средњој надморској висини од 193 метара.

## Демографија
| 1962. | 1968. | 1975. | 1982. | 1990. | 1999. | 2011. |
| ----- | ----- | ----- | ----- | ----- | ----- | ----- |
| 130   | 134   | 105   | 100   | 104   | 91    | 83    |

График промене броја становника у току последњих година